# Matti Kuortti
Matti Kuortti (12 de mayo de 1948 – 21 de marzo de 2010) fue un ingeniero de sonido, director, actor y guionista cinematográfico finlandés. 

## Biografía
Nacido en Loimaa, Finlandia, Kuortti fue cineasta desde finales de los años 1960. Contratado por la productora Filminor, fue ingeniero de sonido y editor en películas dirigidas por Risto Jarva. También colaboró con arreglos de sonido en otras cintas de la compañía, como por ejemplo Vartioitu kylä 1944 (1978, de Timo Linnasalo)  Ihmemies (1979, de Antti Peippo). Fuera de Filminor, trabajó como ingeniero de sonido en la cinta de Rauni Mollberg Tuntematon sotilas (1985) y en la de Pekka Parikka Talvisota (1989). 
Kuortti dirigió dos películas, Kiljusen herrasväki (1981) y Kiljusen herrasväen uudet seikkailut (1990), ambas basadas en libros de Jalmari Finne y protagonizadas por Jukka Sipilä.
Kuortti fue profesor de ingeniería de sonido en el departamento de cine y artes escénicas de la Universidad de Arte y Diseño de Helsinki y, gracias a su experiencia, también dio clases en otros centros de Finlandia.
Además, Kuortti fue también actor, participando como tal en Mustaa valkoisella (1968), Kreivi (1971), Mies, joka ei osannut sanoa ei (1975) y Ihmemies (1979). 
Matti Kuortti falleció en Marsella, Francia, en el año 2010.